# Paramicromerys combesi
Paramicromerys combesi là một loài nhện trong họ Pholcidae. Loài này được phát hiện ở Madagascar.